# Hormuzstrædet
Hormuzstrædet er et havstræde som forbinder Den Persiske Bugt mod sydvest og Omanbugten med adgang til Det Arabiske Hav mod sydøst.
Iran ligger på nordsiden af Hormuzstrædet. Nær den iranske kyst ligger også et antal iranske øer. På sydsiden ligger den østligste del af Forenede Arabiske Emirater som en nordvendt halvø i strædet. På spidsen af halvøen ligger en omansk enklave (Musandam).